# Denta
Denta (Hongaars: Denta, Duits: Denta, Tenta) is een gemeente in het Roemeense district Timiș en ligt in de regio Banaat in het westen van Roemenië. De gemeente telt 3191 inwoners (2005).

## Geschiedenis
In 1322 werd Denta officieel erkend. Door de overstromingen van 2005 werden er 10 huizen verwoest en 94 gebouwen aangetast binnen de gemeente.

## Geografie
De oppervlakte van Denta bedraagt 91,4 km², de bevolkingsdichtheid is 35 inwoners per km².
De gemeente bestaat uit de volgende dorpen: Breștea, Denta, Rovinița Mare, Rovinița Mică.

## Demografie
Van de 3186 inwoners in 2002 zijn 1943 Roemenen, 311 Hongaren, 29 Duitsers, 83 Roma's en 817 van andere etnische groepen.
Onderstaande figuur toont het verloop van het inwoneraantal vanaf 1880.

## Politiek
De burgemeester van Denta is sinds juni 2017 Petru Tapanov (PSD+ALDE). Van juni 2004 tot maart 2017 was Slavoliub Iacob (PSD) burgemeester.

Onderstaande staafgrafiek toont de uitslagen van de gemeenteraadsverkiezingen van 6 juni 2004, naar stemmen per partij. 
Balinț · Banloc · Bara · Bârna · Beba Veche · Becicherecu Mic · Belinț · Bethausen · Biled · Birda · Bogda · Boldur · Brestovăț · Cărpiniș · Cenad · Cenei · Checea · Chevereșu Mare · Comloșu Mare · Coșteiu · Criciova · Curtea · Darova · Denta · Dudeștii Noi · Dudeștii Vechi · Dumbrava · Dumbrăvița · Fibiș · Fârdea · Foeni · Gavojdia · Ghilad · Ghiroda · Ghizela · Giarmata · Giera · Giroc · Giulvăz · Gottlob · Iecea Mare · Jamu Mare · Jebel · Lenauheim · Liebling · Lovrin · Margina · Mașloc · Mănăștiur · Moravița · Moșnița Nouă · Nădrag · Nițchidorf · Ohaba Lungă · Orțișoara · Parța · Pădureni · Peciu Nou · Periam · Pietroasa · Pișchia · Racovița · Remetea Mare · Sacoșu Turcesc · Saravale · Satchinez · Săcălaz · Secaș · Sânandrei · Sânmihaiu Român · Sânpetru Mare · Șag · Şandra · Știuca · Teremia Mare · Tomești · Tomnatic · Topolovățu Mare · Tormac · Traian Vuia · Uivar · Valcani · Variaș · Victor Vlad Delamarina · Voiteg